# Noël, 1932
Noël, 1932 is het vierde album van de stripreeks De meesters van de gerst van Jean Van Hamme (scenario) en Francis Vallès (tekeningen).  De reeks vertelt in acht albums het verhaal van enkele generaties Belgische bierbrouwers. De strip werd voor het eerst uitgegeven in 1996 bij uitgeverij Glénat.

## Inhoud
Adrien Steenfort is nu zelf eigenaar geworden van de brouwerij. Met ijzeren vuist regeert hij over de arbeiders. Hij stelt zich zelfs kandidaat voor het burgemeesterschap van Dorp. Adriens assistent, Garcin, probeert Adrien te overhalen met ideeën over antisemitisme en sociale ongelijkheid. Op het laatste moment trekt Adrien zich terug uit de verkiezingen. Garcin zweert dat hij wraak zal nemen...